# 幕末イグニッション
『幕末イグニッション』（ばくまつイグニッション）は、原作:大間九郎、作画:忠見周による日本の時代劇漫画。幕末期の近江屋事件の実行犯・佐々木只三郎を主人公にした作品で、『イブニング』（講談社）にて、2019年4号から2020年1号まで連載。

## ストーリー
坂本龍馬と中岡慎太郎を暗殺した一人で、京都見廻組の一員でもある佐々木只三郎は、事件が起きる前に獄中にて佐久間象山と出会い、フランス人の少女の護衛をすることになり、少女の復讐するための対価として、勝海舟から坂本龍馬まで付け狙い回すかのように坂本と中岡を暗殺することになる。

## 登場人物
佐々木只三郎
この物語の剣撃の腕の奮い立つ主人公。
佐久間象山
佐々木の監護先の知り合いの天才で、社交家のため、海舟や坂本と中岡も知り合いの仲。

### その他の人物
勝海舟
旗本の偉人、坂本の師匠。
坂本龍馬
元土佐勤王党員の志士、社交家の偉人。佐々木のターゲットキーマン。
中岡慎太郎
坂本と同じく元土佐勤王党員の陸援隊隊長。見廻組によって坂本を看病した有名人であり、坂本とともに巻き添えを食らってしまうキーマン。